# Ululodes bicolor
Ululodes bicolor är en insektsart som först beskrevs av Banks 1895.  Ululodes bicolor ingår i släktet Ululodes och familjen fjärilsländor. Inga underarter finns listade i Catalogue of Life.